# Svartasjö (Södra Sandsjö socken, Småland)
Svartasjö är en sjö i Tingsryds kommun i Småland och ingår i Ronnebyåns huvudavrinningsområde. Sjön har en area på 0,23 kvadratkilometer och ligger 147,1 meter över havet. Vid provfiske har bland annat abborre, björkna, braxen och gädda fångats i sjön.

## Delavrinningsområde
Svartasjö ingår i det delavrinningsområde (626857-145690) som SMHI kallar för Mynnar i Sandsjön. Medelhöjden är 152 meter över havet och ytan är 40,11 kvadratkilometer. Det finns inga avrinningsområden uppströms utan avrinningsområdet är högsta punkten. Vattendraget som avvattnar avrinningsområdet har biflödesordning 2, vilket innebär att vattnet flödar genom totalt 2 vattendrag innan det når havet efter 52 kilometer. Avrinningsområdet består mestadels av skog (76 %). Avrinningsområdet har 0,3 kvadratkilometer vattenytor vilket ger det en sjöprocent på 0,7 %.

## Fisk
Vid provfiske har följande fisk fångats i sjön:
- Abborre
- Björkna
- Braxen
- Gädda
- Karpfisk obestämd
- Mört
- Sarv
- Sutare